# 如果我留下
《如果我留下》（英語：If I Stay）是一部2014年美國青少年浪漫電影，由克蘿伊·葛蕾絲·摩蕾茲主演，2014年8月22日上映。電影改編自作家蓋爾·佛爾曼的同名小說。